# 許邁格城堡
許邁格城堡（Sümeg Castle）是位於匈牙利城市許邁格的一座城堡。現在許邁格城堡是許邁格的主要旅遊景點。